# Schönebecker Straße 115

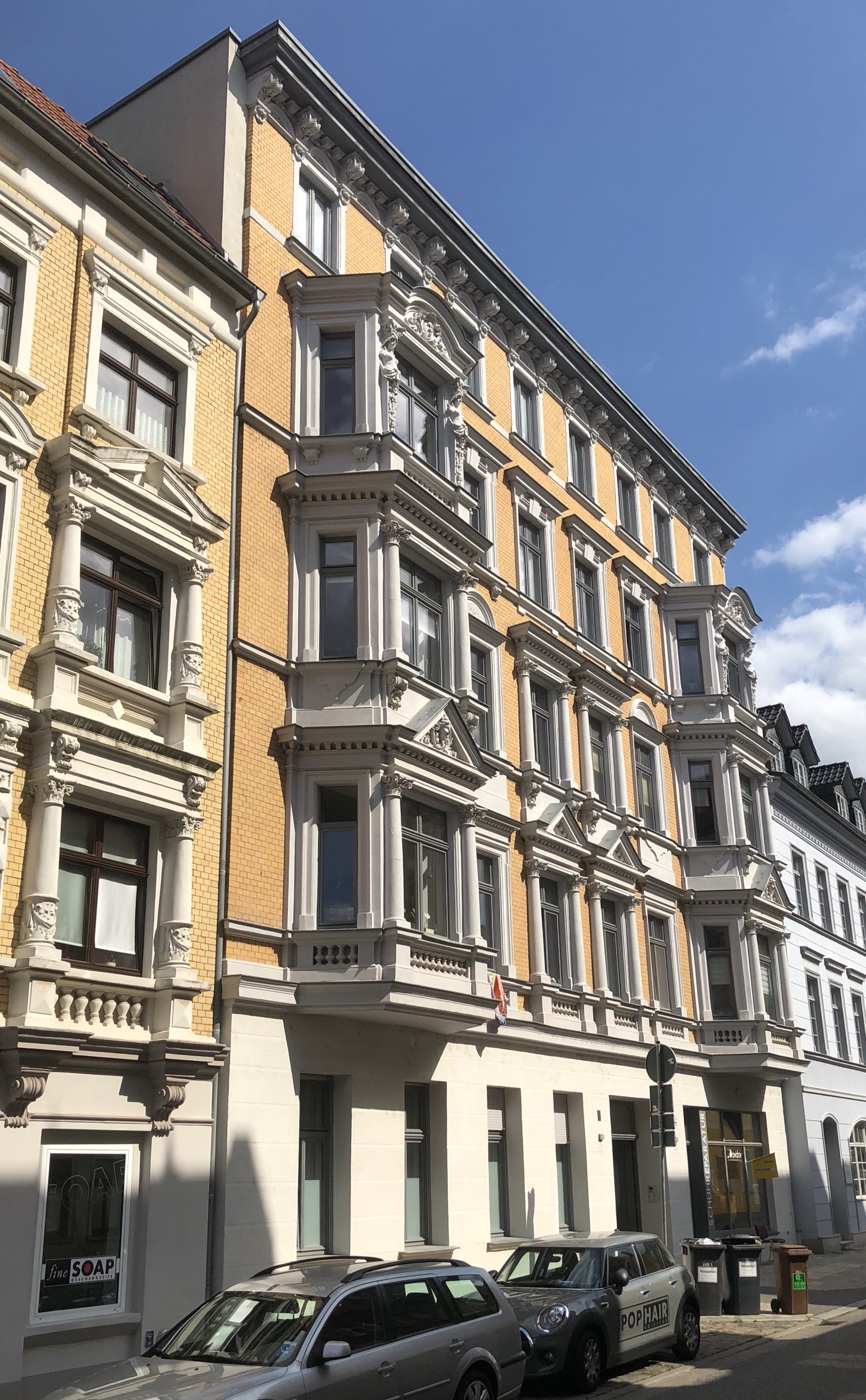
Schönebecker Straße 115, Blick von Nordwesten, 2019

Schönebecker Straße 115 ist ein denkmalgeschütztes Wohn- und Geschäftshaus in Magdeburg in Sachsen-Anhalt.

## Lage
Es befindet sich auf der Ostseite der Schönebecker Straße im Magdeburger Stadtteil Buckau im sogenannten Buckauer Engpass. Südlich grenzt das gleichfalls denkmalgeschützte Haus Schönebecker Straße 114, nördlich das Haus Schönebecker Straße 116 an.

## Architektur und Geschichte
Das fünfgeschossige verputzte Gebäude wurde im Jahr 1892 durch den Zimmermeister August Wischeropp für den Bauherren Tischlermeister Otto Wernecke im Stil des Neobarock errichtet. Die aufwendig und repräsentativ gestaltete Fassade verfügt jeweils an ihren äußeren Achsen vor dem ersten bis dritten Obergeschoss über polygonal angelegte Erker. An Verzierungen befinden sich Balustraden als Stuckelemente in den Bereichen der Brüstungen. Außerdem bestehen Halbsäulen sowie Konsolen-Kranzgesims.
In späterer Zeit wurde das Erdgeschoss verändert, das sich heute schlicht gestaltet präsentiert.
Im örtlichen Denkmalverzeichnis ist das Wohn- und Geschäftshaus unter der Erfassungsnummer 094 17873 als Baudenkmal verzeichnet.
Das Gebäude gilt als Teil des gründerzeitlichen Straßenzuges als städtebaulich bedeutsam.